# Pál Gábor
Pál Gábor (Budapest, 2 de novembre de 1932 - Roma, 21 d'octubre de 1987) va ser un guionista i director de cinema hongarès.

## Biografia
Després d'estudiar literatura i tenir una breu carrera docent, Pál Gábor va ser un dels 11 candidats admesos a seguir, a partir del 1956, cursos a l'Escola Superior d'Art Dramàtic i Cinematogràfic de Budapest. Llicenciat com a director el 1961, va participar en la fundació de l'estudi Béla Bálazs. El 1979 fou membre del jurat al 29è Festival Internacional de Cinema de Berlín.
Durant el rodatge de la pel·lícula Kettévalt mennyezet el 1981 va patir una insuficiència cardíaca terrible i va ser operat de cor obert. Es va recuperar instantàniament, però va morir l'octubre de 1987. Per tant, només va deixar vuit llargmetratges, dels quals Angi Vera (1978) sembla ser el més assolit. Les seves dues darreres pel·lícules Hosszú vágta (1983) i A menyasszony gyönyörű volt (1986) són coproduccions, una realitzada amb els Estats Units i la segona amb Itàlia.

## Filmografia
- Tiltott terület (1968)
- Horizont (1970)
- Utazás Jakabbal (1972)
- A járvány (1975)
- Angi Vera (1978)
- Kettévált mennyezet (1981)
- Hosszú vágta (1983)
- A menyasszony gyönyörű volt (1986)